# IC 2533
IC 2533 — галактика типу E-S0 (еліптична спіральна галактика) у сузір'ї Насос.
Цей об'єкт міститься в оригінальній редакції індексного каталогу.